# La Calotterie
La Calotterie is een gemeente in het Franse departement Pas-de-Calais (regio Hauts-de-France) en telt 601 inwoners (2005). De plaats maakt deel uit van het arrondissement Montreuil.

## Visemarest en Quentovic
Dicht bij het dorp La Calotterie ligt het gehucht Visemarest. Door archeologische opgravingen door David Hill van de Universiteit van Manchester (1984-1991) kwamen de restanten aan het licht van een aanzienlijke vroegmiddeleeuwse nederzetting. Tegenwoordig wordt algemeen aangenomen dat het hier gaat om de haven en handelplaats Quentovic (of 'Quentovicus'). De vondsten liggen in het Musée de Quentovic in Étaples, waarvan tot dan toe gedacht werd dat het de plaats was waar Quentovic vroeger lag.

## Geografie
De oppervlakte van La Calotterie bedraagt 9,5 km², de bevolkingsdichtheid is 63,3 inwoners per km².
De onderstaande kaart toont de ligging van La Calotterie met de belangrijkste infrastructuur en aangrenzende gemeenten.

## Demografie
Onderstaande figuur toont het verloop van het inwonertal (bron: INSEE-tellingen).